# Maasniel

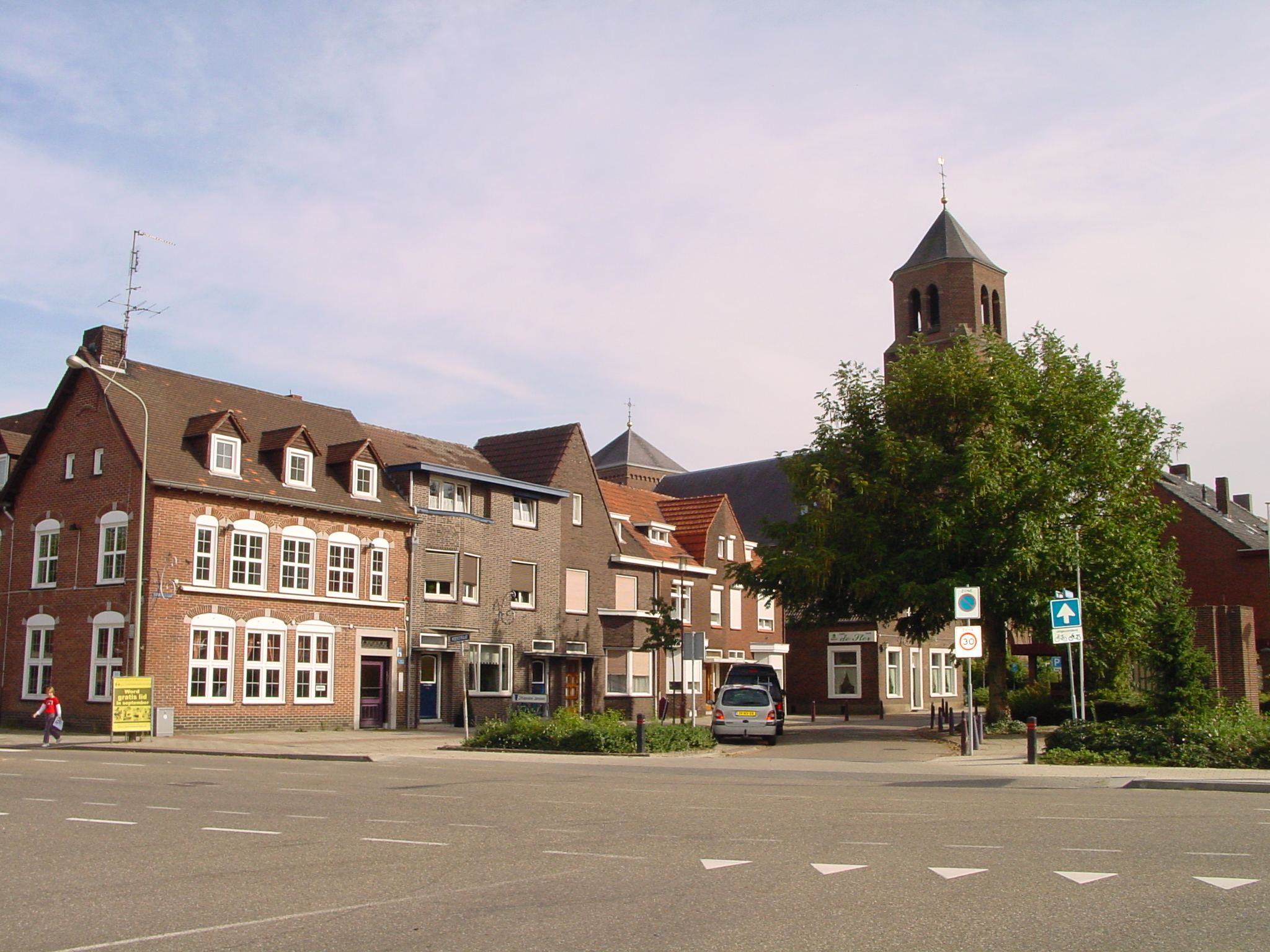
Centrum anno 2006

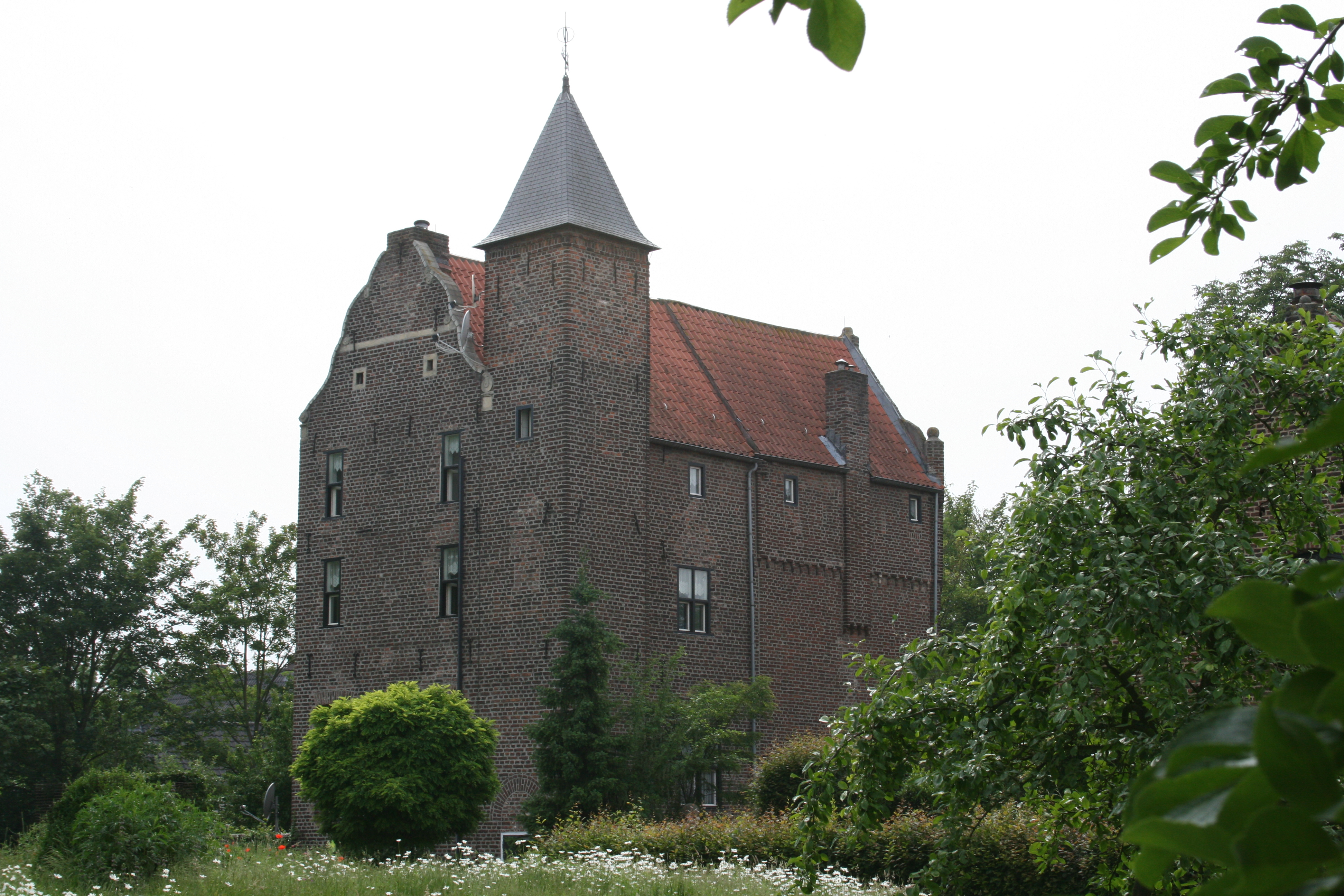
De Thooren

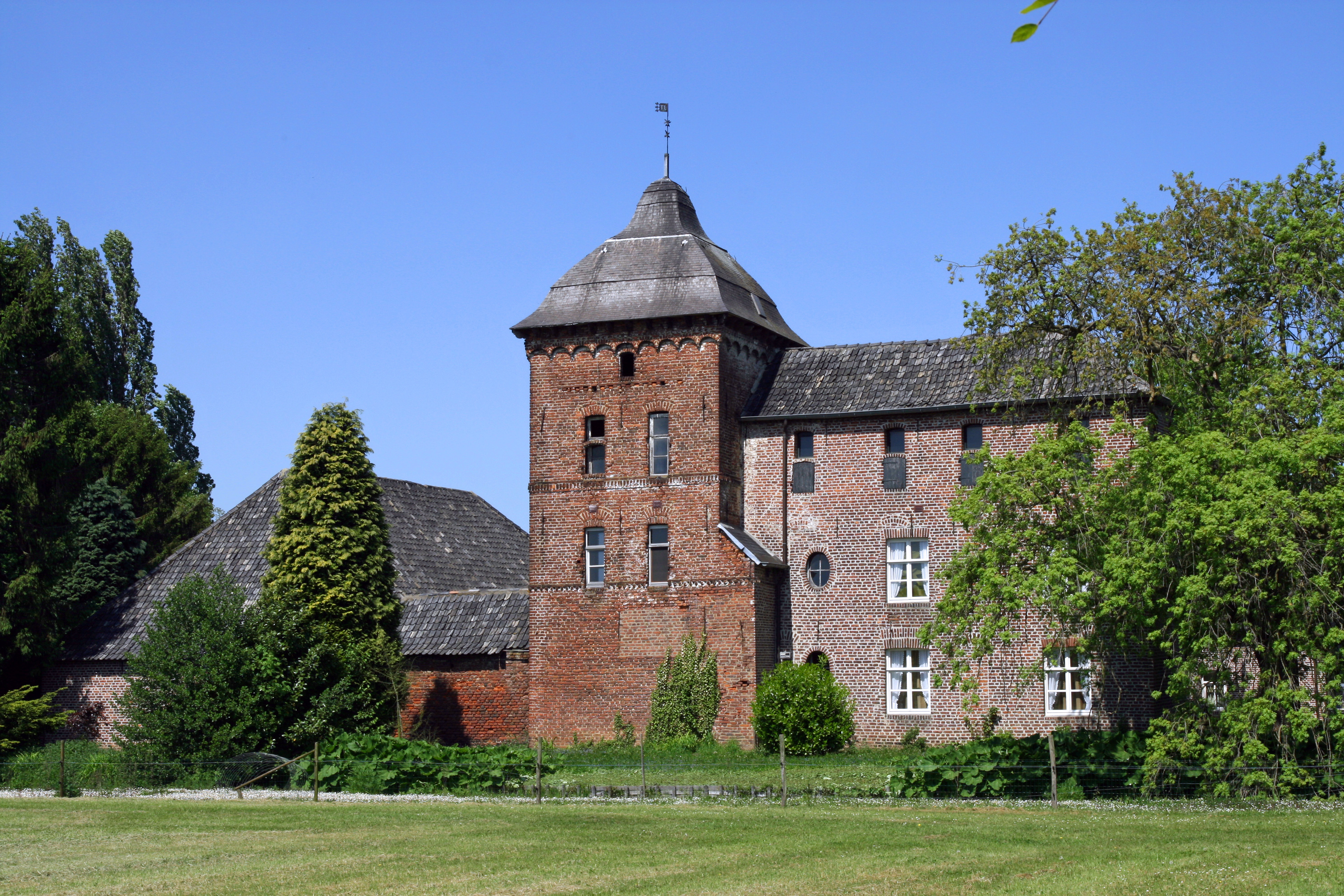
De Tegelarije

Maasniel (limburgisch Neel) ist ein Stadtteil von Roermond und ein ehemaliges Dorf in der niederländischen Provinz Limburg. Bis 1959 war es eine selbstständige Gemeinde und wurde danach Stadtviertel von Roermond. Seit 2004 hat Maasniel wieder seine eigenen Ortstafeln.
Die Gemeinde Maasniel bestand aus den Dörfern Maasniel, Leeuwen, Asenray und den Weilern Broekhin, Spik, Straat, Maalbroek, Thusershof und Gebroek.
Durch Maasniel fließt der Maasnielderbeek, der im Dorf bis nach Leeuwen kanalisiert ist. Der Bach folgt im Dorf den Straßen Eiermarkt, Beekweg, Wilhelminalaan, Schouwberg und Burgemeester Thomas Wackersstraat, um ab der Borgeind durch die letzten Felder zur Maas zu strömen. Auch der Donderberg und Hoogvonderen gehören zum Gemeindegebiet Maasniel.

## Geschichte
In vorchristlichen Zeiten lag südlich von Maasniel eine Kultstätte des Thor, der Donderberg.
Maasniel wird erstmals in einer Urkunde des Bischofs von Utrecht aus dem Jahre 943 genannt. Dort wird „Nieol“ genannt, und auch wenn es nicht sicher ist, dass damit Maasniel gemeint ist, so ist dieses sehr wahrscheinlich.
Ab dem 13. Jahrhundert war die frühere Gemeinde Maasniel Teil der Herrschaft Daelenbroek, die ihren Sitz auf der gleichnamigen Burg, nahe Herkenbosch hatte. Diese gehörte zum Oberquartier von Obergeldern und war dann nacheinander spanisch und österreichisch (oder belgisch). In französischer Zeit gehörte es zum belgischen Departement Nedermaas.
Die Landgemeinde Maasniel wurde 1959 Teil von Roermond. Das war die erste große Eingemeindung in der Provinz Limburg. Schon viermal zuvor war die Selbstständigkeit von Maasniel ernsthaft gefährdet gewesen, aber während der Modernisierung der Provinz Limburg beschleunigte sich der Prozess. Massniel wurde sich seiner Eigenheiten bewusst als diese zu verschwinden begannen. Als Reaktion darauf begann man die lokalen Eigenheiten und Symbole herauszustellen.

## Charakter
Maasniel kennt trotz der Eingemeindung noch einen sehr eigenen Charakter, der erheblich durch das Vereinsleben lebendig gehalten wird:
- Philharmonie Maasniel
- Schützenverein St.Urbanus (diesem Schützenverein gelang 2014 nach langem Wettstreit zum ersten Mal das Oud Limburgs Schuttersfeest zu gewinnen, weshalb er 2015 dieses Fest organisieren musste.)
- Amateur schutterij St.Lerang
- Fußballverein SVC 2000
- Handballverein Swift 2000
- Basketballverein Ready '60
- Karnevalsverein De Katers
- Karnevalsverein De Neelder Garde
- Pfadfinderschaft St. Jorisgroep
- Tennisclub TCM

Dass der eigene Charakter von Maasniel noch lebendig ist, beweist auch der Ausspruch (auf Limburgs): Neel is Neel, en Neel blief Neel (auf Deutsch: Maasniel ist Maasniel und Maasniel bleibt Maasniel).

## Sehenswürdigkeiten
Markante Gebäude im Dorf sind die Laurentiuskirche, die nach vollständiger Verwüstung im Zweiten Weltkrieg ungefähr 1950 wieder aufgebaut wurde. „De Thooren“, eine 1990 restaurierte Burg mit altem Pferdestall und umringendem Wassergraben, dessen Ursprung wahrscheinlich aus dem 15. Jahrhundert stammt. Die Burg „De Tegelarije“, die auf das 17. Jahrhundert zurückgeht.
Früher war der Ort vor allem bekannt durch seine zwei großen Ziegeleien, wonach der Ortsteil Brikkenoven (Limburgisch für Steinofen) benannt ist, wo dank des lehmigen Untergrunds viele Steine gebacken wurden. Auch gab es eine Brauerei, genannt „De Leeuw“ („der Löwe“).
Maasniel ist seit den 1960er Jahren enorm gewachsen und geht fließend nach Roermond über. Unter anderem die Ortsteile Tegelarijeveld, Brikkenoven, De Wijher und De Heuvel bilden einen großen Teil von Maasniel.
Auch Maasniel war betroffen von der Anlegung der neuen Autobahn 73, die von Venlo bis Maasbracht verläuft. Der Schnellweg läuft im Nordosten an Maasniel vorbei. Mit dem Schnellweg kam auch ein Retailpark, der auf dem Gebiet von Maasniel liegt.

## Persönlichkeiten
- Leo Ketelaars (1913–1992), Violinist, Opernsänger, Gesangspädagoge und Komponist